# Петропавловка (Купянский район)
Петропавловка (укр. Петропавлівка) — село,
Петропавловский сельский совет,
Купянский район,
Харьковская область, Украина.
Код КОАТУУ — 6323785501. Население по переписи 2001 года составляет 2486 (1159/1327 м/ж) человек.
Является административным центром Петропавловского сельского совета, в который, кроме того, входят сёла
Кучеровка и
Синьковка.

## Географическое положение
Село Петропавловка находится на реке Гнилица,
которая через 2 км впадает в реку Оскол.
Село вытянуто вдоль реки на 11 км.
К селу примыкает село Кучеровка.
Рядом проходит автомобильная дорога Р-07.
Рядом с селом проходит железная дорога, станция Кулаговка.

## История
- 1821 — дата первого упоминания[1].
- 1872 — дата переименования в село Петропавловка.
- 27 февраля 2022 года ВС РФ захватили Петропавловку.
- 2 октября 2022 года в ходе украинского контрнаступления, ВСУ вернули Петропавловку под свой контроль.
- 13 сентября 2024 года появились кадры, на северо-западной окраине Петропавловки солдаты 2-го мех. батальона 30-й отдельной бригады ВСУ расстрелял российского солдата, который фактически угрожал сдаться в плен с гранатой (то есть подорвать и себя, и солдат ВСУ). Это свидетельствовало о том, что ВС РФ зашли на северо-западные окраины Петропавловки.

## Экономика
- Молочно-товарная и птице-товарная ферма.
- Купянский ветсанзавод, ГП.

## Объекты социальной сферы
- Петропавловская общеобразовательная школа I—III ступеней.
- Петропавловский ДУЗ ясли-сад «Веселка»

## Достопримечательности
- Братская могила советских воинов. Похоронено 104 воина.

## Известные уроженцы
- Загоруйко, Николай Никифорович (1924—2003) — участник Великой Отечественной войны 1941—1945 гг., полный кавалер ордена Славы.